# Leif Edlund
Leif Edlund, född 10 januari 1972 i Flen, är en svensk filmskådespelare som också arbetat med teater.
Edlund har examen från teaterhögskolan i Malmö. Han startade som skådespelare på Riksteatern år 2000 där han arbetade med olika föreställningar samtidigt som han arbetade som filmskådespelare. Senare rörde sig Edlund på Stockholms teaterscener och så småningom blev filmskådespelandet den alltmer prioriterade genren. Flera av filmerna som Edlund deltagit i är regisserade av samhällsanalytiska regissörer, som Ruben Östlund och Johannes Nyholm. 
Han har medverkat i olika TV-produktioner och i ett flertal kort- och långfilmsproduktioner, bland annat i den guldbaggevinnande filmen "De ofrivilliga" där han hade en av huvudrollerna.  Andra produktioner som Edlund deltagit i är Johannes Nyholms Jätten (2016) och Hallonbåtsflyktingen (2014). Edlund har även synts i TV-serier som till exempel Det mest förbjudna om författarinnan och konstnären Kerstin Thorvall.

## Övriga uppdrag
Leif Edlund har tillsammans med Pia Edlund under många år drivit musik- och fiskrestaurangen Åstols Rökeri, mångfaldigt belönad av bland annat White Guide som årligen utser Sveriges bästa restauranger. Åstols Rökeri  anordnar musikkvällar med välkända nationella och internationella artister, som Rikard Wolf, Daniel Lemma, Ebbot Lundberg, Uno Svenningsson, Frida Öhrn och Peter Harrysson.

## Film, TV och Teater (urval)
Filmroller
- 2007 – De ofrivilliga | Regi: R. Östlund
- 2009 – Händelse vid banken | Regi: R. Östlund
- 2009 – No sex, just understand | Regi: M. Halle
- 2010 – Kanske imorgon | Regi: M. Halle
- 2010 – Top Dog | Regi: A. Källrot
- 2011 – Verden venter | Regi: M. Halle
- 2014 – Hotell | Regi: L. Langseth
- 2014 – Sub Total | Regi: G. Enger
- 2014 – Zon 261 | Regi:  F. Hiller
- 2014 – Hallonbåtsflyktingen | Regi: L. Lindblom
- 2015 – The kill | Regi: D. Nordlund
- 2015 – The pros | Regi: Göteborgs filmstudio
- 2016 – Jätten | Regi: J. Nyholm
- 2016 – Koko di koko da | Regi: J. Nyholm
- 2016 – Enarmad kärlek | Regi: J. Andersson
- 2016 – Flykten från Sverige | J. Wessels
- 2017 – Tom of Finland | Regi: D. Karukoski
- 2017 – Speldosan | Regi: J.  Nyholm
- 2017 – Tennis Dad | Regi: D. Bengtsson
- 2019 – Koko-di koko-da  | Regi: J.  Nyholm
- 2019 – Vi er her nå  | Regi: M.  Halle
- 2019 – En komikers uppväxt  | Regi: R.  Sekersöz

TV-roller
- 2006 – Synd att klaga | Regi: S. Gunnarsson
- 2007 – Weekend | Regi: H. Andersson
- 2010 – Picknick | Regi: H. Andersson
- 2012 – Molanders | Regi: L. Lindblom
- 2016 – Det mest förbjudna | Regi: T. Magnusson
- 2018–2019 – Vår tid är nu (TV-serie)
- 2020 – Sommaren 85 (TV-serie)

Teater
- 2008 – Värdshusvärdinnan | Regi: P. Harrysson
- 2009 – Margareta Hultfelt | Regi: Regionteater
- 2009 – Gangs of Gothenburg | Regi: M. Andersson
- 2017 – Döden utan döden är den | Regi: C-S. Forssberg